# Dean Roberts
Pour les articles homonymes, voir Roberts.
Dean Roberts, né le 24 mars 1975 à Auckland et mort le 10 août 2024, est un musicien de néo-zélandais. Durant le milieu des années 1990 il est membre du groupe Thela avec Rosy Parlane et Dion Workman. Après la séparation de Thela, Dean Roberts enregistre 3 albums solo sous le nom de White Winged Moth, ainsi que d'autres disques sortis sous son nom.
Avec Martin Brandlmayr et Werner Dafeldecker, Roberts est membre d'Autistic Daughters.

## Discographie solo

### White Winged Moth
- I Can See Inside Your House LP (Poon Village, 1996)
- Silo Blanket LP (Formacentric, 1997)
- Ribbon Arcade LP (Formacentric, 1998)

### Dean Roberts
- Moth Park LP (Formacentric, 1998)
- All Cracked Medias LP (Mille Plateaux, 1999)
- And The Black Moths Play The Grand Cinema LP (Mille Plateaux, 2000)
- Aluminium LP (Erstwhile Records, 2001)
- Be Mine Tonight LP (Kranky, 2003)
- Jealously and Diamond (Autistic Daughters) LP (Kranky, 2004)
- Uneasy Flowers (Autistic Daughter) LP (Kranky, 2008)